# Яків Гніздовський (монета)
«Я́ків Гніздо́вський» — ювілейна монета номіналом 2 гривні, випущена Національним банком України. Присвячена 100-річчю від дня народження видатного майстра образотворчого мистецтва українського зарубіжжя Якова Яковича Гніздовського — художника, графіка, скульптора, мистецтвознавця.
Монету було введено в обіг 31 березня 2015 року. Вона належить до серії «Видатні особистості України».

## Опис та характеристики монети
| Номінал грн. | Метал      | Маса, грам | Діаметр, мм. | Якість виготовлення       | Гурт     | Тираж, штук |
| ------------ | ---------- | ---------- | ------------ | ------------------------- | -------- | ----------- |
| 2            | нейзильбер | 12,8       | 31           | спеціальний анциркулейтед | рифлений | 30 000      |

### Аверс
На аверсі монети розміщено: угорі малий Державний Герб України та напис півколом «НАЦІОНАЛЬНИЙ БАНК УКРАЇНИ», праворуч — логотип Монетного двору Національного банку України, рік карбування монети «2015», номінал «2 ГРИВНІ», у колі — стилізовану роботу Я. Гніздовського «Соняшник» (1974 р.).

### Реверс
На реверсі монети розміщено: у колі роботу Якова Гніздовського «Автопортрет» (1981 р.); ліворуч роки його життя «1915/1985», унизу напис півколом «ЯКІВ ГНІЗДОВСЬКИЙ» (праворуч).

## Автори

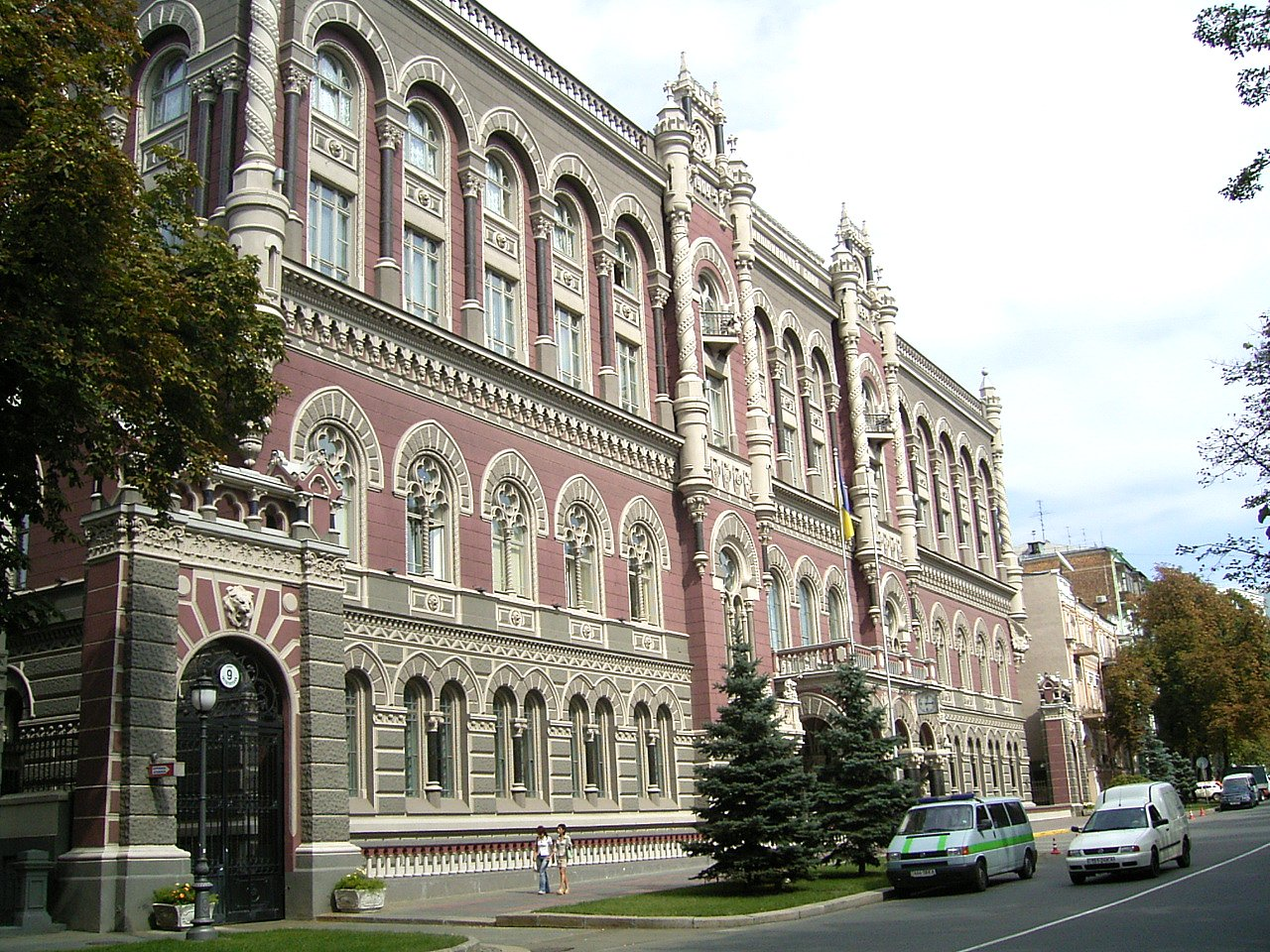
Будівля Національного банку України

- Художники: Кузьмін Олександр, Скоблікова Марія.
- Скульптори: Іваненко Святослав, Атаманчук Володимир.

## Вартість монети
Під час введення монети в обіг у 2015 році, Національний банк України реалізовував монету через свої філії за ціною 22 гривні.
Фактична приблизна вартість монети, з роками змінювалася так:
| Рік        | 2015 | 2016 | 2017 | 2018 | 2019 | 2020 | 2021 | 2022 | 2023 | 2024 | 2025 |
| ---------- | ---- | ---- | ---- | ---- | ---- | ---- | ---- | ---- | ---- | ---- | ---- |
| Ціна, грн. | 30   | 31   | 40   | 45   | 50   | 50   | 55   | 55   | 85   | 130  | 140  |